# Opinion
Opinion är det språkliga uttrycket för attityder som ofta anges som svar på en förfrågan, som en opinionsundersökning. Opinioner påverkas dels av det sociala klimatet, men även av massmedias beskrivning av detta. Den allmänna opinionen betecknar en hel befolknings inställning till en specifik fråga.

## Opinionsbildning
Opinionsbildning, som varande ideologisk och politisk, är sådana aktiviteter som syftar till att påverka uppfattningar, ställningstaganden och ageranden hos enskilda individer, organisationer, företag med flera i en för opinionsbildaren gynnsam riktning. Den allmänna opinionen kan påverkas genom att opinionsbildaren belyser politiska frågor ur sitt perspektiv, korrekt eller oriktigt, i syfte att förändra exempelvis samhällsdebatten. I detta försöker opinionsbildaren inte bara stärka den politiska frågans relevans utan även sin egen relevans som politisk aktör och för den relevanta samarbetspartners relevans. Genom detta kan åsikter påverkas och attityder och beteenden hos den breda allmänheten ändras, som i förlängningen även, likt lobbyister, påverka beslutsfattare i policyfrågor.